# 沿着十月社会主义革命开辟的道路前进

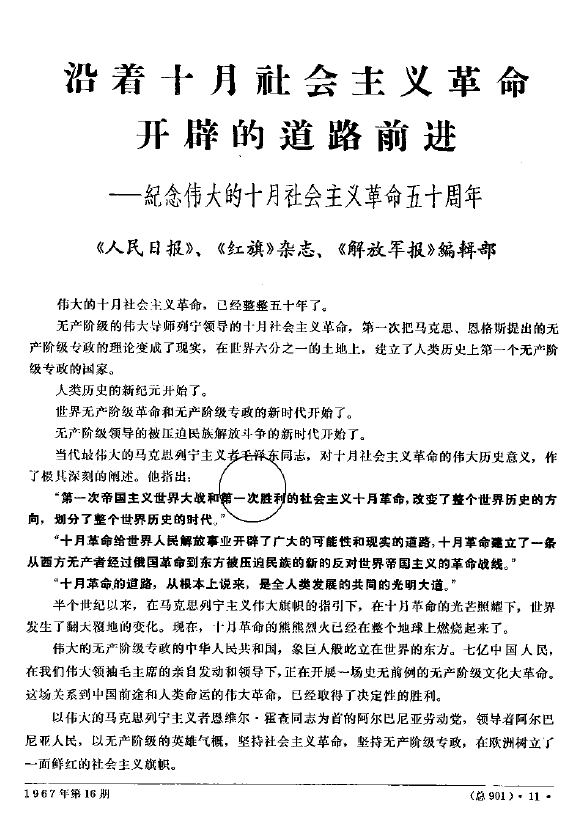
《红旗》杂志文章《沿着十月社会主义革命开辟的道路前进》，1967年第16期

《沿着十月社会主义革命开辟的道路前进——纪念伟大的十月社会主义革命五十周年》是1967年11月6日“两报一刊”（《人民日报》、《解放军报》、《红旗》杂志）联合发表的文章，文章首次将中国共产党中央委员会主席毛泽东发动和领导文化大革命的思想提炼为“无产阶级专政下继续革命的理论”的六个要点。

## 概述
1967年11月6日《人民日报》、《红旗》杂志、《解放军报》联合发表的经毛泽东审阅修改的编辑部文章。这篇文章首次把毛泽东发动“文化大革命”的论点概括为无产阶级专政下继续革命的理论的六个要点。 社论称：“毛泽东同志全面地继承、捍卫和发展了马克思列宁主义，创造性地提出了无产阶级专政下继续革命的伟大理论，并且亲自发动和领导了人类历史上第一次无产阶级文化大革命的伟大实践。这是马克思主义发展到一个崭新阶段，即毛泽东思想阶段的一个极其重大的标志。”
作者们称六个要点为“主席思想六条”：
1. 必须用马克思列宁主义的对立统一的规律来观察社会主义社会。
2. “社会主义社会是一个相当长的历史阶段。在社会主义这个历史阶段中，还存在着阶级、阶级矛盾和阶级斗争，存在着社会主义同资本主义两条道路的斗争，存在着资本主义复辟的危险性。”为了防止“和平演变”，必须把政治战线和思想战线上的社会主义革命进行到底。
3. 无产阶级专政下的阶级斗争，在本质上，依然是政权问题，就是资产阶级要推翻无产阶级专政，无产阶级则要大力巩固无产阶级专政。无产阶级必须在上层建筑其中包括各个文化领域中对资产阶级实行全面的专政。
4. 社会上两个阶级、两条道路的斗争，必然会反映到党内来。党内一小撮走资本主义道路的当权派，就是资产阶级在党内的代表人物。必须把那些被他们篡夺了的权力坚决夺回到无产阶级手中。
5. 无产阶级专政下继续进行革命，最重要的，是要开展无产阶级文化大革命。
6. 无产阶级文化大革命在思想领域中的根本纲领是“斗私，批修”。